# ドロシー・ブッシュ・コック
ドロ・ブッシュ・コック（Doro Bush Koch）、本名ドロシー・ウォーカー・ブッシュ・コック（Dorothy Walker Bush Koch, 1959年8月18日 - ）は、アメリカ合衆国の作家、慈善家である。第41代アメリカ合衆国大統領のジョージ・H・W・ブッシュとファーストレディのバーバラ・ブッシュの6番目の子である。

## 生い立ち

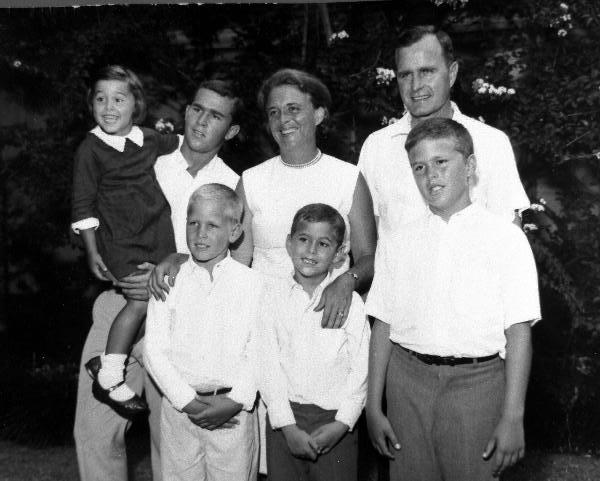
1960年代初頭のブッシュ家。左端がドロシー。

1959年8月18日にテキサス州ハリス郡で生まれる。父は第41代アメリカ合衆国大統領のジョージ・H・W・ブッシュ、母はファーストレディのバーバラ・ブッシュである。彼女は父方の祖母のドロシー・ウォーカー・ブッシュにちなんで名付けられた。兄は第43代大統領のジョージ・W・ブッシュである・その他のきょうだいに1953年に白血病で早死した姉のポーリン・ロビンソン・"ロビン"・ブッシュ、兄のフロリダ州知事のジェブ・ブッシュ、ニール・ブッシュ、マーヴィン・P・ブッシュがいる。幼少期はメイン州ケネバンクポートの海岸沿いにあるブッシュ・コンパウンドで夏休みや休日を過ごした。
彼女はコネチカット州ファーミントンの女学校であるミス・ポーターズ・スクールで学んだ。
1975年に北京市を訪れた際、1949年に外国の宗教行為が禁じられて以来初めて中華人民共和国で公的な洗礼を受けた。
1982年にボストンカレッジで社会学の学士号を取得した。

## キャリアと活動
彼女はチャリティやその他の非営利団体のイベント・オーガナイザーやファンドレイザーとして活動している。彼女は兄のジェブと共にバーバラ・ブッシュ・ファウンデーション・フォー・ファミリー・リテラシーの会長を務めている。また兄ジョージの大統領選挙戦の際は先駆的な資金調達者として活動した。
2006年に著書『My Father, My President: A Personal Account of the Life of George H. W. Bush』を発表した。
2009年1月10日に空母ジョージ・H・W・ブッシュの就役式典に父兄と共に出席した。

## 私生活
1982年に彼女はウィリアム・ヒーキン・ルブロン（William Heekin LeBlond, 1957年1月11日生）と結婚した。2人は息子のサミュエル・ブッシュ・"サム"・ルブロン（Samuel Bush "Sam" LeBlond, 1985年生）とナンシー・エリス・"エリー"・ルブロン（Nancy Ellis "Ellie" LeBlond, 1988年生）をもうけた。1990年に2人は離婚した。
1992年6月、彼女はワシントンD.C.でワイン業界のロビイストを務めるロバート・P・"ボビー"・コックと再婚した。挙式はキャンプ・デービッドで行われた。2人は息子のロバート・デヴィッド（Robert David, 1993年生）とジョージア・"ジジ"・グレイス（Georgia "Gigi" Grace, 1996年生）をもうけた。ロバートは下院民主党リーダーのディック・ゲッパートの補佐官を務めた後、カリフォルニア州に本拠地を置くワイン・インスティテュートの会長となった。彼はまたポーランドでウォッカを製造・販売するセントラル・ヨーロピアン・ディストリビューション・コープに多額の出資をしている。